# Lasioglossum taninense
Lasioglossum taninense är en biart som först beskrevs av Warncke 1984.  Lasioglossum taninense ingår i släktet smalbin, och familjen vägbin. Inga underarter finns listade i Catalogue of Life.